# Длиннорогий саблезуб
Длинноро́гий саблезуб, или обыкнове́нный иглозу́б, или обыкновенный саблезуб (лат. Anoplogaster cornuta) — хищная рыба, обитающая в тропических, субтропических и умеренных водах всех океанов. В длину достигает 18 см, вес взрослой особи около 120 г.

## Описание
Длиннорогий саблезуб отличается устрашающим обликом. Окраска — угольно-чёрная. У рыбы очень большая голова с выступающими скульптурными гребнями. Она обладает многочисленными клыками на верхней и нижней челюсти. На ощупь кожа рыбы шершавая. Мальки саблезуба сильно отличаются от взрослых особей — у них более светлая окраска, другое строение туловища, а на голове имеются заострённые шипы.

## Ареал и пища
Длиннорогий саблезуб обитает в тропических, субтропических и умеренных водах Тихого, Атлантического и Индийского океанов. Взрослые особи обитают на глубине 500—5000 м, тогда как мальки — вблизи от поверхности воды. Взрослые особи питаются ракообразными, мелкими рыбками и кальмарами. В то же время молодь длиннорогого саблезуба является пищей более крупных хищников, таких как тунцы и алепизавры.

## Интересные факты
- Первоначально была описана молодь саблезуба и дано название вида A. cornuta. Только через пятьдесят лет были пойманы взрослые особи, которые так сильно отличались от молоди, что учёные даже подобрали для неё специальное название и в течение 50 лет считали другим видом, — Caulolepis longidens[5].
- Экологи назвали Anoplogaster cornuta самым страшным животным мира[6].